# Burgbrohl
Burgbrohl é um município da Alemanha localizada no distrito de Ahrweiler, na associação municipal de Verbandsgemeinde Brohltal, no estado da Renânia-Palatinado.

## População da Cidade
| - 1815 – 643 - 1835 – 997 - 1871 – 1.101 - 1905 – 2.001 - 1939 – 2.219 | - 1950 – 2.585 - 1961 – 2.809 - 1970 – 3.140 - 1987 – 3.034 - 2005 – 3.310 |

## Política

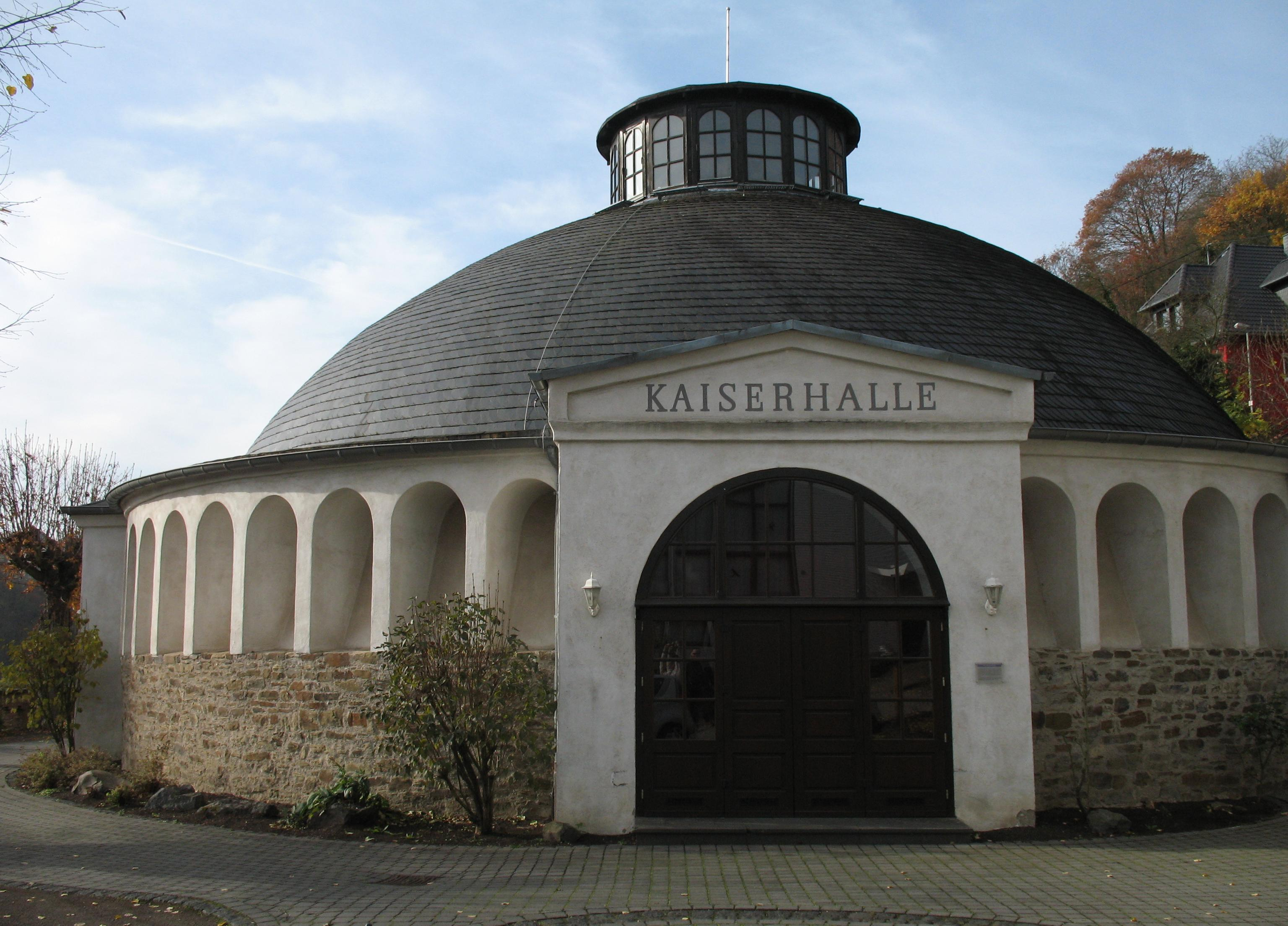
„Kaiserhalle“

|      | SPD | CDU | FWG | Total       |
| 2009 | 10  | 7   | 3   | 20 Cadeiras |
| 2004 | 7   | 9   | 4   | 20 Cadeiras |